# Canadian-Pacific-Air-Lines-Flug 21
Am 8. Juli 1965 verunglückte eine Douglas DC-6 der Canadian Pacific Air Lines auf dem Canadian-Pacific-Air-Lines-Flug 21 von Vancouver über Prince George, Fort St. John, Fort Nelson und Watson Lake nach Whitehorse. Bei dem Absturz, der sich auf dem ersten Flugabschnitt ereignete, kamen alle 52 Insassen ums Leben. Ursache war die Explosion eines Sprengsatzes, der vermutlich von einem der Passagiere an Bord gebracht worden war. Der Täter wurde nie mit Sicherheit identifiziert.

## Flugzeug und Besatzung
Das Flugzeug war eine 12 Jahre alte Douglas DC-6B mit dem Luftfahrzeugkennzeichen CF-QUQ, die mit vier Sternmotoren des Typs Pratt & Whitney R-2800 ausgestattet war.
Die Besatzung bestand aus Flugkapitän John Alfred Steele (41) mit 13.218 Stunden Flugerfahrung, davon 2.690 auf der DC-6, dem Ersten Offizier Warner Murray Wells (29) mit 2.657 Flugstunden Erfahrung, davon 982 auf der DC-6, und dem Flugingenieur Stanley E. Clarke (26) mit 3.430 Flugstunden Erfahrung, davon 230 auf der DC-6. Sie hatten die letzte Gesundheitsüberprüfung am 11. März 1965 bzw. 2. April 1965 bzw. 16. Juli 1964 bestanden.
Darüber hinaus waren noch Flugbegleiter Ernest Wenzel Soural und die beiden Flugbegleiterinnen Sue Heinrich und Marlene Brauer an Bord. Auch sie waren zum Zeitpunkt des Unfalls diensttauglich.

## Verlauf
Alle Zeiten in PST angegeben
Die DC-6 startete um 14:42 Uhr unter Instrumentenflugregeln mit fast maximalem Startgewicht in Vancouver. Der Flug nach Prince George sollte über die Luftstraßen Victor 300 und Blue 22 führen. Um 15:17 Uhr erbaten die Piloten nördlich von Hope die Freigabe für den Weiterflug nach Williams Lake, die sie auch erhielten. Um 15:29 Uhr meldeten die Piloten dem Vancouver Air Traffic Control Centre das Überfliegen von Ashcroft auf einer Höhe von 16.000 ft (4875 m) und den voraussichtlichen Überflug von Williams Lake um 15:48 Uhr, was von der Flugkontrolle bestätigt wurde. Als um 15:38 Uhr die Flugkontrolle in Vancouver mit den Piloten der DC-6 Funkkontakt aufzunehmen versuchte, erhielt sie keine Antwort. Etwa zwei Minuten später empfing sie dreimal „Mayday“.
Das verbrannte Hauptwrack der DC-6 wurde in einem bewaldeten Gebiet gefunden, 32 km westlich von 100 Mile House und 7,2 km nördlich vom Gustafson Lake.

## Unfalluntersuchung
Das Trümmerfeld erstreckte sich in einer Linie 1,2 km von Süden nach Norden. Kleinere Teile wurden durch den Wind bis zu 4,8 km von der Unfallstelle getragen. Das Hauptwrack ohne das Heck wurde am nördlichen Ende des Feldes gefunden.
Bei der Befragung gaben neun Augenzeugen an, dass die DC-6 auf normaler Höhe und horizontaler Lage bei klarem Wetter flog. Sie gaben an, eine Explosion gehört zu haben, einige auch eine zweite Explosion, und dass Rauch aus der DC-6 kam und sich das Heck löste, das zu Boden fiel. Laut Aussage ging die DC-6 mit der Flugzeugnase nach unten gerichtet in eine steile linksgerichtete Spirale. Die Triebwerke waren ebenfalls alle zu hören.
Sowohl Fahrwerk als auch Landeklappen waren beim Aufschlag eingefahren. Die Triebwerke lieferten kaum bis keinen Schub, allerdings ließen sich keine Zeichen für ein Versagen der Triebwerke oder deren Propeller finden. Weiter südlich fand man drei große, nach außen verbogene Teile der Außenhaut. Am südlichen Trümmerfeldende lag das Heck mit Höhenleitwerk samt Höhenruder und Seitenleitwerk samt Seitenruder. Da die umliegenden Bäume kaum Schäden aufwiesen, deutete dies auf einen vertikalen Fall des Hecks hin. Es wurden keine Materialfehler an den einzelnen Elementen oder Störungen der Flugsteuerung entdeckt.
Teile der Rumpfstruktur und der Außenhaut der linken Seite zeigten Spuren, die auf eine Explosion kurz vor dem hinteren Druckschott der DC-6 hinwiesen, welche den Rumpf an der Stelle nach vorne presste. Sie war stark genug, um die doppelte Stahlverkleidung der Heckheizung zu brechen.
Der Toilettenbereich wurde etwas weiter westlich des Hecks gefunden. Während die rechte Toilette kaum beschädigt war, wies die linke Anzeichen einer Explosion auf, wobei Teile davon in andere Bereiche gepresst wurden. Aufgrund des Schadensmusters wurde geschlossen, dass die Explosion zu stark war, als dass sie durch eine explosive Dekompression oder Materialien des Flugzeugs hervorgerufen worden sein konnte. Es bestand bereits bei Ermittlungsanfang aufgrund der Explosion ein Verdacht auf ein Verbrechen, sodass die Royal Canadian Mounted Police hinzugezogen wurde, welche Spuren von Sprengstoff fand.
Die Ermittler schlossen daraus, dass die DC-6, die keine Mängel aufwies und flugfähig war, auf zugewiesener Flughöhe und Kurs flog. Durch eine Explosion eines Sprengsatzes wurde schließlich das Heck abgesprengt, woraufhin das Flugzeug um 15:41 Uhr aufschlug.

## Verdächtige
Die Kriminalermittlungen konzentrierte sich auf vier Passagiere:
- Den 40-jährigen Douglas Edgar. Er schloss am Flughafen kurz vor dem Start vier Lebensversicherungen von insgesamt 125.000 $ damaligen Wertes ab, was 2018 1.000.000 $ entsprach. Als Begünstigte trug er seine Familie ein. Von Freunden erfuhr die Polizei, dass er Glücksspiele spielte. Dennoch gab es keinen Hinweis, dass er sich in finanziellen Schwierigkeiten befand oder er Erfahrung mit Sprengstoff hatte.
- Den 53-jährigen Stefan Koleszar. Er befand sich auf dem Weg zu einem neuen Auftrag nahe Prince George, wo er einen Felsabbau durchführen sollte. Er hatte Erfahrung und Zugang zu Sprengstoff und wurde als temperamentvoll, jedoch vorsichtig bei seinem Beruf beschrieben. Aus dem Militär war er aufgrund von Fehlverhalten, zu dem es keine Details gibt, unehrenhaft entlassen worden. Außerdem litt er an einem Minderwertigkeitskomplex; seinem Arzt zufolge wurde er wegen seiner ukrainischen Herkunft diskriminiert, was in Schlägereien endete. Trotz Röntgenbestrahlung wurden in seinem Körper keine Metallstücke gefunden, die er bei einer Explosion in unmittelbarer Nähe hätte abbekommen können.
- Den 29-jährigen Peter Broughton. Er war auf dem Weg zu seiner Arbeit auf einer Mine bei Cassiar, um dort die eingesetzten Baumaschinen zu überwachen. Er wurde von Freunden als intelligent, jedoch sozial isoliert, beschrieben. Er lebte in Vancouver und nahm Nachtkurse, um seine Bildung zu verbessern. Sein Hobby waren Schusswaffen und er war Waffenmeister im Schießverein in Cassiar gewesen; außerdem hatte er seiner Schwester zufolge Interesse an der Luftfahrt und Elektronik. Er galt als der am meisten Verdächtige; es wurde, obwohl niemals bewiesen, vermutet, dass er homosexuell war, was in Kanada damals unter Strafe stand.
- Den 35-jährigen Paul Vander Meulen. Er zog etwa drei Wochen vor dem Absturz von Bellingham in den USA nach Richmond. In seinem Körper fand man durch Röntgenbestrahlung Kupferfragmente, die für Sprengkapseln verwendet werden. Er schloss wie Edgar eine große Lebensversicherung ab, etwa zwei Monate vor dem Absturz; bei ihm lag der Wert bei 100.000 $. Er hatte eine Schusswaffe des Kalibers .44 Magnum an Bord, die er bei der Polizei registriert hatte. Die Ermittlungen ließen unklar, ob er sie zum Zeitpunkt des Absturzes bei sich trug oder im Gepäck verstaut hatte. Er musste beim Abschluss der Lebensversicherung aufgrund einer Kopfverletzung, die er beim Arbeiten auf einem Boot erlitten hatte, eine ungewöhnlich hohe Versicherungsprämie von 800 $ zahlen. Dem Versicherungsagenten gegenüber erklärte er, dass er die Lebensversicherung abgeschlossen habe, um seine Familie zu versichern, sollte ihm etwas zustoßen. Bei der Untersuchung zeigte sich, dass ein Psychiater ihm ein Jahr vor dem Flugzeugabsturz eine chronische Angststörung diagnostiziert hatte; er beschrieb ihn als sehr intelligent, jedoch fähig zu gewalttätigen, unlogischen Taten und attestierte ihm, er zeige „tiefsitzende Wut auf die Welt“.

Letztlich konnte der Täter nicht ermittelt werden.

## Gedenken
Am 11. März 2013, fast 50 Jahre nach dem Anschlag, wurde in Gedenken an die Opfer eine Facebook-Seite errichtet. Auch wurde in 100 Mile House ein Gedenkstein mit den Namen der Toten platziert.